# Стрельниково (Калининский район)
Стрельниково — деревня в Калининском районе Тверской области. Относится к Михайловскому сельскому поселению.
Расположена в 13 км к северу от Твери, на левом берегу реки Ведемья. В 1 км к северу — село Михайловское.